# Musica Ficta (España)

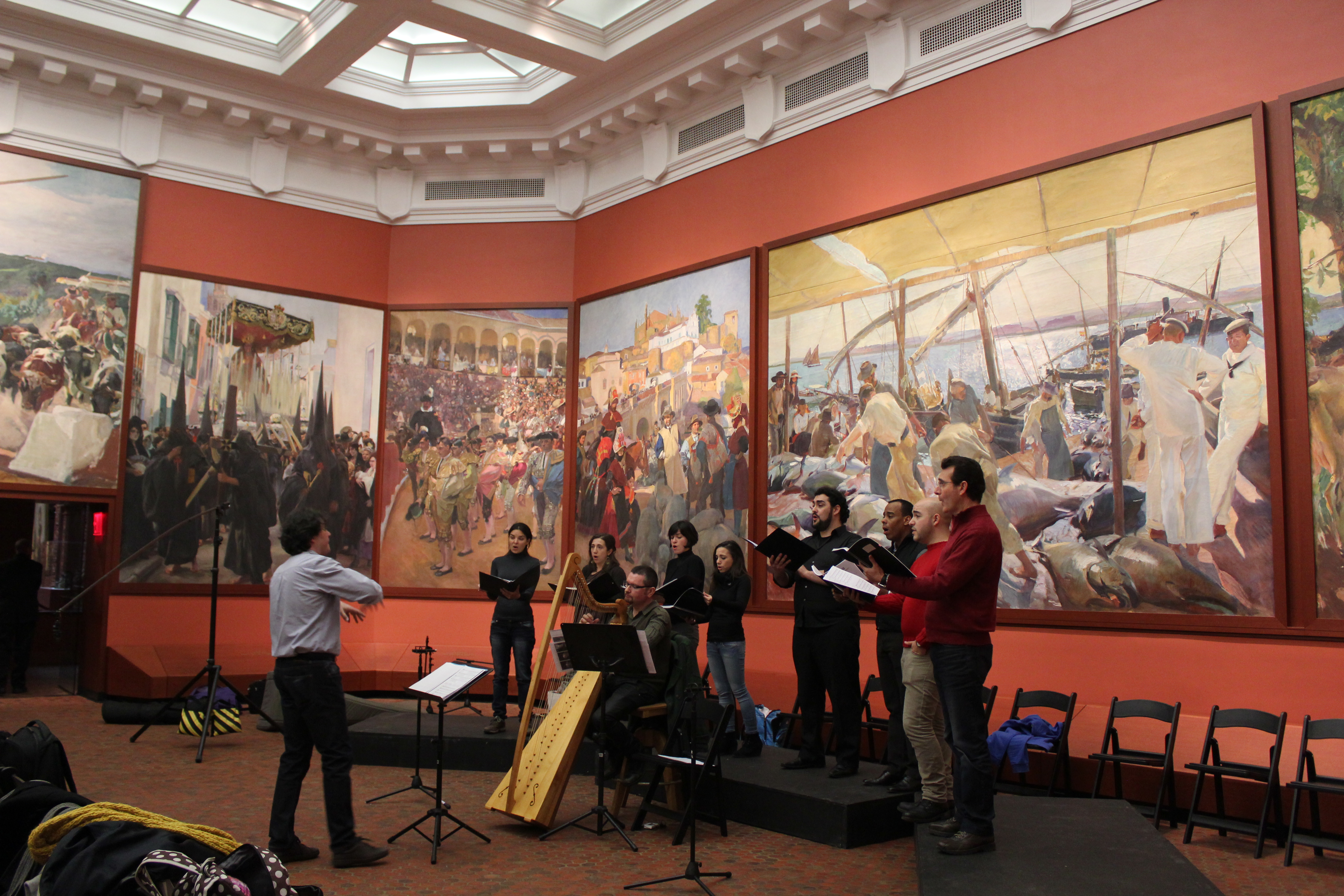
Ensayo de Musica Ficta para su concierto en la Hispanic Society of America, en 2014.

Musica Ficta es un grupo español de música antigua creado en 1992 por su director Raúl Mallavibarrena. Se dedica a la interpretación de polifonía del Renacimiento y el Barroco, principalmente de compositores españoles como Tomás Luis de Victoria, Cristóbal de Morales o Francisco Guerrero. Han actuado en América del Sur, México, EE. UU., Europa, Magreb, Oriente Medio,China y Japón.
Hasta la fecha su discografía comprende veinte grabaciones, algunas de las cuales han obtenido premios y menciones en España, Francia y Estados Unidos: “10 de Répertoire”, “Mejor disco de Música española 2004 CD Compact” para “Hispalensis” de Francisco Guerrero, “Mejor disco de Música Renacentista 2002 CD Compact” para “Officium Defunctorum” de Tomás Luis de Victoria, disco este seleccionado para la Colección de Clásicos de El País, vendiéndose más de 130.000 ejemplares.
En 2005 iniciaron una serie de grabaciones para el sello Enchiriadis en torno al tiempo del Quijote, ofreciendo varias primicias mundiales como el Cancionero de Turín o el Parnaso Español de Pedro Ruimonte. Junto con el Ensemble Fontegara han interpretado las Musikalische Exequien de Schütz, el Dixit Dominus de Haendel, el Stabat Mater de Pergolesi, La Senna Festeggiante de Vivaldi, la Messe des morts de Charpentier, además de otras obras de Purcell, Buxtehude o Bach.
En 2005, junto con la orquesta Civitas Harmoniae, interpretaron, en versión escénica, la zarzuela de Sebastián Durón “Salir el Amor del Mundo” en el Teatro Arriaga de Bilbao.
En agosto de 2007 completaron los tres volúmenes de la primera grabación mundial de la integral de las Villanescas Espirituales de Francisco Guerrero.
En febrero de 2010 apareció, con extraordinaria acogida de la crítica, su grabación de los 18 Responsorios de Tinieblas de Tomás Luis de Victoria, primero de una serie de proyectos encaminados a conmemorar, en 2011, el 400 aniversario de la muerte del compositor abulense.
En 2012 apareció “Músicas Viajeras”, con repertorio de las Tres Culturas. 

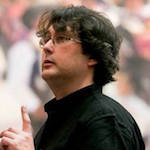
R. Mallavibarrena dirigiendo a Musica Ficta durante el concierto en la Hispanic Society.

En noviembre de 2014 presentaron su “Live in New York” que recoge el concierto realizado en la Hispanic Society de Nueva York con el programa “Columbus: música virreinal americana”.
En 2015 ve la luz “Victoria: alio modo”, donde retornan al repertorio de Tomás Luis de Victoria. En octubre de 2016 hicieron su presentación en el prestigioso Festival Cervantino de Guanajuato (México) con un programa sobre la Música en tiempos del Quijote. Para la temporada 17-18, Musica Ficta ha sido nombrado artista residente por el CNDM (Centro Nacional de Difusión Musical), con un proyecto que abarcará una decena de conciertos con cuatro programas distintos en siete países, tanto de Europa como de América. 
En 2017, conmemorando los 25 años de su fundación, aparece una nueva versión el Réquiem de Tomás Luis de Victoria. Musica Ficta es miembro fundador de la Asociación de Grupos Españoles de Música Antigua (GEMA).

## Discografía
Álbumes originales:
- 1996 - Tomás Luis de Victoria: Lamentaciones de Jeremías. Cantus 9604.
- 1997 - Francisco Guerrero: Motecta. Cantus 9619.
- 1998 - Cristóbal de Morales: Requiem. Cantus 9627. Enchiriadis EN2002.
- 2000 - Tomás Luis de Victoria: Missa Gaudeamus. Enchiriadis EN2003.
- 2001 - Cantus firmus. Monodia medieval a voz sola. Enchiriadis EN2005.
- 2002 - Tomás Luis de Victoria: Officium Defunctorium. Enchiriadis EN2006.
- 2004 - Francisco Guerrero: Hispalensis. Enchiriadis EN2009.
- 2004 - Pedro Ruimonte: Parnaso Español. Enchiriadis EN2011.
- 2005 - Cancionero de Turín. Romances, villancicos y canciones del Siglo de Oro. Enchiriadis EN2013.
- 2005 - Francisco Guerrero: Villanescas I. Grabado junto al Ensemble Fontegara. Enchiriadis EN2014.
- 2006 - Alonso Lobo: Missae. Misas Simile est Regnum Caelorum y Petre ego pro te rogavi. Enchiriadis EN2016.
- 2006 - Francisco Guerrero: Villanescas II. Grabado junto al Ensemble Fontegara. Enchiriadis EN2018.
- 2007 - Francisco Guerrero: Villanescas III. Grabado junto al Ensemble Fontegara. Enchiriadis EN2023.
- 2010 - Tomás Luis de Victoria: 18 Responsorios de Tinieblas. Enchiriadis EN2029
- 2012 - Músicas Viajeras. Tres Culturas. Enchiriadis EN2037
- 2014 - Live in New York. Música virreinal. Enchiriadis. EN2039
- 2015 - Alio modo. Motetes de Tomás Luis de Victoria. EN2044
- 2017 - Tomás Luis de Victoria: Requiem. Enchiriadis. EN2045

Álbumes recopilatorios:
- 2003 - Ars Ecclesiae. Música religiosa en tiempos de Felipe II. Cantus 9801 (3 CD). . Es un disco triple que contiene las grabaciones: 
  - 1996 - Tomás Luis de Victoria: Lamentaciones de Jeremías
  - 1997 - Francisco Guerrero: Motecta
  - 1998 - Cristóbal de Morales: Requiem